# کرتنی کامز
کرتنی کامز (انگلیسی: Courtney Cummz؛ زاده ۴ دسامبر ۱۹۸۱) یک بازیگر پورنوگرافی اهل ایالات متحده آمریکا است.